# Saint (film)
Pour les articles homonymes, voir Saint (homonymie).
Pour plus de détails, voir Fiche technique et Distribution.
Saint (Sint) est un film de Noël horrifique d'horreur néerlandais réalisé par Dick Maas et sorti en 2010.

## Synopsis

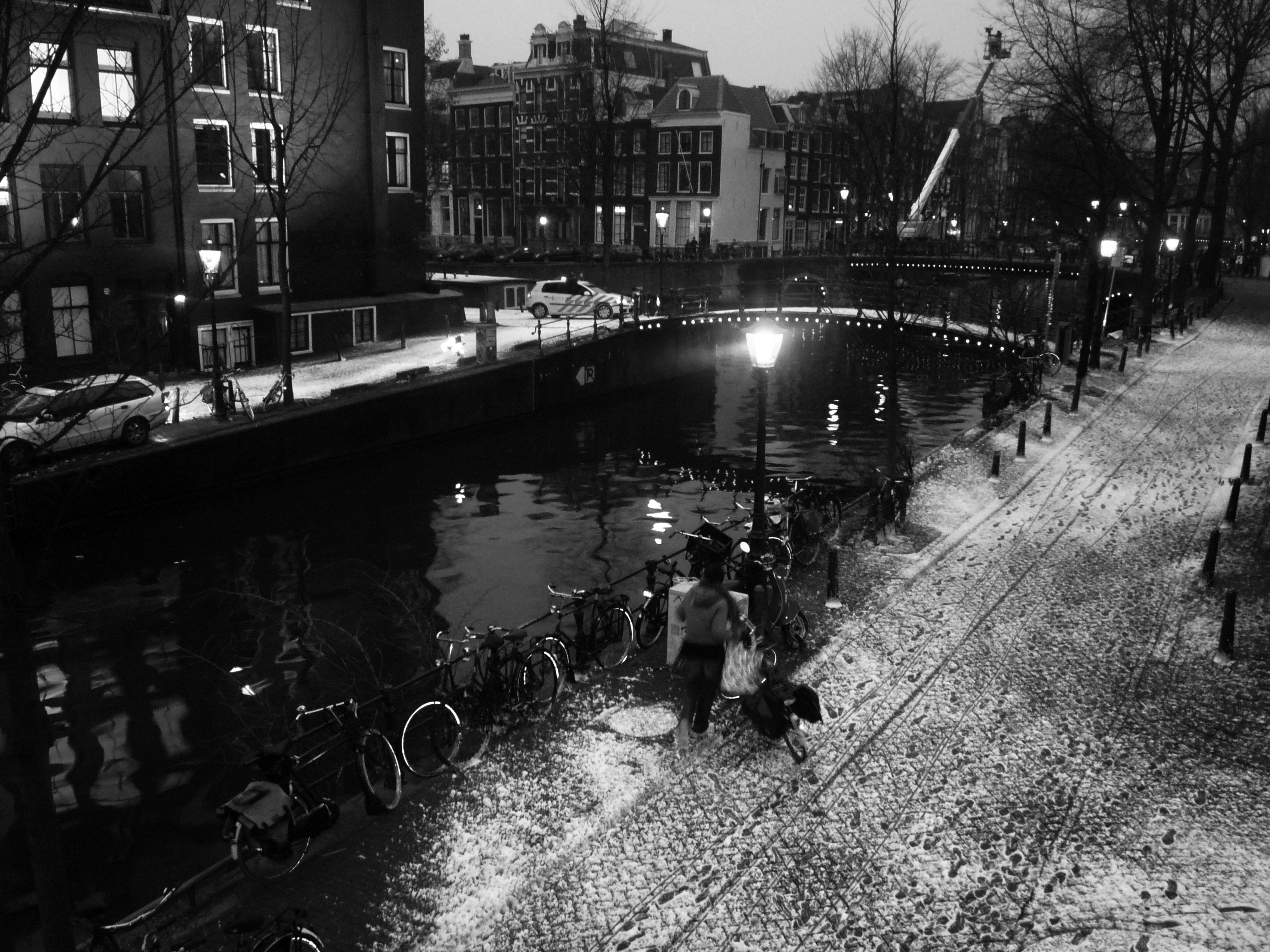
Tourné au coin de Brouwersgracht et Herengracht en février 2010. La scène où un flic tire depuis la voiture a été tournée ici.

Le 5 décembre 1492, une bande dirigée par l'ancien évêque Nicolas est décimée par des villageois qui veulent se venger du pillage qu'ils ont subi. Dès lors toutes les années où la St Nicolas coïncide avec le jour de la pleine lune, la bande revient, Saint Nicolas à sa tête pour y accomplir meurtre et désolation.
La dernière fois que la bande fantôme est revenue était en 1968. Des centaines de personnes ont été tuées, y compris toute la famille d'un petit garçon, Goert, qui est maintenant policier. Les autorités minimisent les incidents, ainsi que l'Église catholique qui entend garder le secret sur la véritable nature de Saint Nicolas
En 2010, comme il y a une pleine lune le 5 décembre, Goert est très préoccupé et recommande d'interdire toutes les activités liées à Saint-Nicolas et d'accroître la surveillance, mais il n'est pas pris au sérieux et est mis en congé d'office. Comme le prédit Goert, la bande réapparait et tue des centaines de personnes, la confusion est à son comble car beaucoup de citadins sont déguisés en Saint-Nicolas, un jeune homme est ainsi arrêté par erreur mais parviendra à s'échapper, il rencontrera Goert et à eux deux ils parviendront à vaincre Saint Nicola et sa bande par le feu.

## Fiche technique
- Titre : Saint
- Titre original : Sint
- Réalisateur : Dick Maas
- Production : Tom de Mol, Dick Maas
- Scenario : Dick Maas
- Musique : Dick Maas
- Photographie : Guido van Gennep
- Durée : 85 minutes
- Pays :  Pays-Bas
- Langue : Néerlandais
- Dates de sortie :
  - 11 novembre 2010 (Pays-Bas)
  - 13 septembre 2011 (France, Festival du film fantastique de Strasbourg)

## Distribution
- Huub Stapel : Saint Nicolas
- Egbert-Jan Weeber : Frank, un adolescent accusé injustement.
- Madelief Blanken : Natasha, une amie de Frank.
- Caro Lenssen : Lisa, une amie de Frank.
- Escha Tanihatu : Sophie, la meilleure amie de Lisa.
- Niels van den Berg : le jeune Goert
- Bert Luppes : Goert, adulte.
- Cynthia Abma : la mère de Lisa
- Kees Boot : un policier
- Jorgen Scholtens : le policier numéro 3
- Joey van der Valden : Hanco, un ami de Frank
- Jim Deddes : Sander, un ami de Frank

## Autour du film
- Bien que les enfants ne soient pas autorisés à voir le film, une association de parents a porté plainte en octobre 2010 contre l'affiche du film placardé dans les rues et dans les halls des salles de cinéma. Il montre Saint Nicolas avec un visage mutilé et un regard malveillant. Les plaignants craignaient que cela ne soit confus et effrayant pour les petits enfants qui croient toujours à Saint Nicolas. Dick Maas a soutenu que si les parents pouvaient faire croire à leurs enfants que les Saint Nicolas existait, ils pourraient également informer leurs enfants que l'homme sur l'affiche n'était pas le véritable Saint Nicolas. Le tribunal a statué en faveur de Maas, notant que le visage mutilé n'était pas suffisamment visible sur l'affiche et a rejeté la plainte[1],[2],[3].
- Dans la ville italienne de Bari, où saint Nicolas est enterré dans la basilique , le film a provoqué l'indignation des pratiquants[4].